# Quadricalcarifera trisopylus
Quadricalcarifera trisopylus är en fjärilsart som beskrevs av James John Joicey och Talbot 1917. Quadricalcarifera trisopylus ingår i släktet Quadricalcarifera och familjen tandspinnare. Inga underarter finns listade.